# Померания в высокое Средневековье
Шаблон:История Померании
Померания в высокое Средневековье — период истории Померании с XII по XIII век.
Бодрические, польские, саксонские и датские завоевания в начале XII века привели к вассалитету и христианизации бывших языческих и независимых поморских племен. Местные династии правили княжеством Рюген, княжеством Поморье, землями Шлаве и Столп и герцогствами в Померелии.
Герцоги Померании расширили свои владения до черезпенян и Укермарка на юго-западе и конкурировали с королевством Польша и маркграфством Бранденбург за территорию и формальное господство над своими герцогствами. Померания-Деммин потеряла большую часть своей территории и была интегрирована в Померанию-Штеттин в середине XIII в. Когда Ратибориды вымерли в 1223 году, возникла конкуренция за земли Шлаве и Столп, которые много раз переходили из рук в руки..
Начиная с Средневековья, большой приток немецких поселенцев и введение немецких законов, обычаев и нижненемецкого языка положили начало процессу германизации (Ostsiedlung). Многие группы людей, которые доминировали в этом районе в раннем средневековье, такие как славянские племена руян, лютичей и поморан были ассимилированы в новую немецко-поморскую культуру. Германизация не была полной, так как потомки славянских поморцев кашубы доминировали во многих сельских районах Померелии. Прибытие немецких колонистов и германизация больше всего затронули как центральную, так и местную администрацию.
Обращение Померании в христианство было достигнуто в первую очередь миссионерскими усилиями Абсалона и Отто фон Бамберга, основанием многочисленных монастырей, а также христианским духовенством и поселенцами. В Волине была учреждена Поморская епархия, позже кафедра была перенесена в Каммин (Каммин, Камень Поморский).

## Бодрическое королевство (1093—1128)

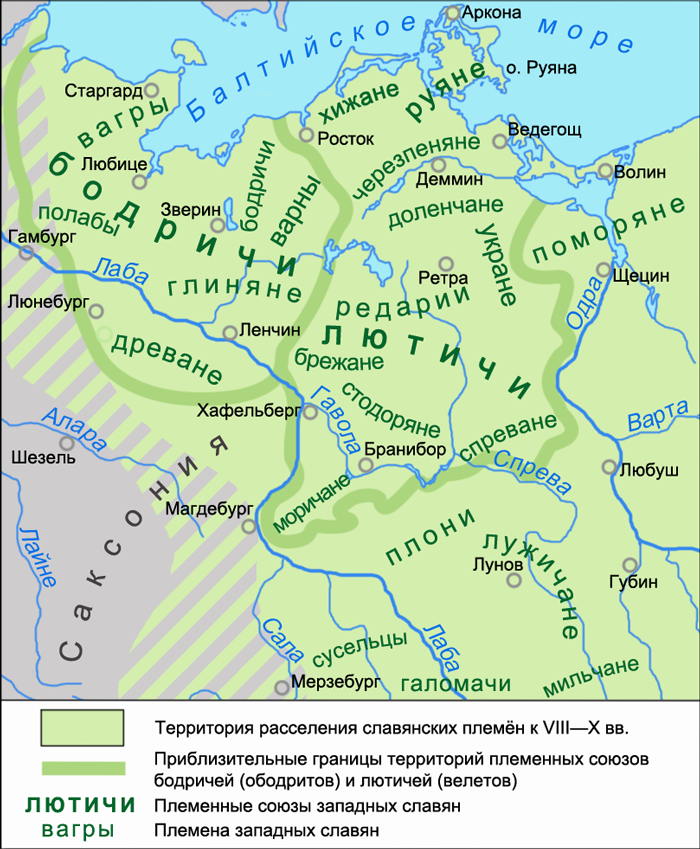
Расселение западнославянских племён.

В 1093 году Гельмольд из Босау сообщал, что после упадка федерации лютичей и последующего расширения за счёт их земель королевства бодричей, а также после победы князя бодричей Генриха в битве при Шмилау лютичи, поморяне и руяне должны были платить дань этому правителю. Однако руяне начали военно-морскую экспедицию в 1100 году, в ходе которой осадили столицу бодричей Любице (современный Любек). Однако эта атака была отбита, и руяне снова стала данником. После того, как они убили сына Генриха Вольдемара и перестали платить дань, Генрих отомстил двумя экспедициями, предпринятыми зимой 1123/24 и 1124/25 годов при поддержке вендских и саксонских войск. Руянские жрецы Святовита были вынуждены вести переговоры, и остров был пощажен только в обмен на огромную сумму, которую нужно было собрать у живущих дальше на востоке континентальных славян. В это время князь Поморья Вартислав I уже начал расширять свои владения за счет лютичей к югу от руян. Перегруппировавшись после смерти Генриха (1127 г.), руяне снова напали и на этот раз разрушили Любице в 1128 г., положив конец влиянию бодричей в Поморье.

## В составе Польши (1102/22 — 1138 гг.)
В ходе нескольких экспедиций, предпринятых между 1102 и 1121 годом большая часть Померании была приобретена польским герцогом Болеславом III Кривоустым.
С 1102 по 1109 год Болеслав проводил военные кампании в районе Нотеца (Нетце) и Парсенты (Персанте). Поморская резиденция в Белогарде (Белгарде) была взята уже в 1102 году. С 1112 по 1116 год Болеслав захватил всю Померелию, Щецин (Штеттин) был взят зимой 1121/1122 гг.
Завоевание привело к большому числу погибших и опустошению обширных территорий Померании, а поморские князья стали вассалами Болеслава III Польши. Имели место депортации померанцев в Польшу. Условия капитуляции после польского завоевания заключались в том, что Вартислав должен был принять польский суверенитет, обратить свой народ в христианство и платить ежегодную дань польскому герцогу.
В «Анналах Траски» сообщается, что «Болеслав III пересек море и захватил замки». В настоящее время преобладает мнение, что это упоминание относится к кампании в Померании, но предлагаемые цели также включают Левант, Данию и Эланд. В Померании целями Болеслава могли быть Рюген/Ругия, Волин/Воллин или Штеттин/Щецин.

## Внутренее положение Поморья
Померелией, первоначально находившейся под контролем Польши, правила династия Самборидов с 1227 по 1294 год.
В самом Поморье польское правление закончилось со смертью Болеслава III в 1138 году. Области Слупска и Славно (Земли Шлаве и Столп находились под властью Ратибора I и его потомков (Ратибориденская ветвь Дома Грифонов в Померании) до датской оккупации и исчезновения ветви Ратиборидов в 1227 году.
Областями, простирающимися от Колобжега до Щецина, правил брат Ратибора Вартислав I и его потомки (Дом Померании, также называемый Грифонами, из которых он был первым установленным предком) до 1630-х годов.

## Крещение
Первая попытка обратить померанцев в христианство после захвата региона Польшей была предпринята в 1122 году. Испанский монах Бернар (также Бернхард) отправился в Юмне (Волин) в сопровождении только своего капеллана и переводчика. Однако поморцы не были впечатлены его миссионерскими усилиями и в конце концов выгнали его из города. Позже Бернард стал епископом Лебуса.

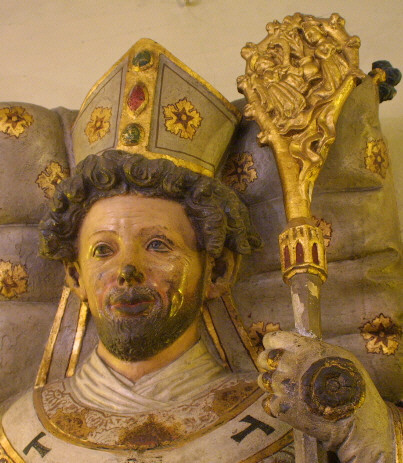
Статуя отто Бамбергского, а монастыре Святого Михаила в Бамберге.

После неудачи польский правитель попросил епископа Бамберга Оттона Бамбергского обратить Померанию в христианство, чем тот и занялся во время своего первого визита в 1124/25 г. Стратегия Оттона сильно отличалась от той, которую использовал Бернар: в то время как Бернар путешествовал один и как бедный и неизвестный священник, Оттона, богатого и известного человека, сопровождали 20 священнослужителей его собственной епархии, многочисленные слуги, 60 воинов Болеслава, а с собой он вёз многочисленные припасы и подарки. После прибытия в Пириц поморцы были уверены, что целью Оттона из-за его богатства было не получение богатства за счет их народа, а только обращение их в христианство, что защитило бы их от дальнейшего божественного наказания, в качестве которого изображалось опустошительное польское завоевание. Этот подход оказался успешным и был поддержан частью поморской знати, которая частично уже была воспитана в христианстве, например герцогом Вартиславом. Многие поморяне крестились уже в Пирице, а также в других посещенных епископом городах. Во время этой первой миссии Отто основал не менее одиннадцати церквей, по две в Щецине и Волине.
Оттон Бамбергский вернулся в 1128 году, на этот раз приглашенный самим герцогом Вартиславом при содействии императора Священной Римской империи Лотаря III, чтобы обратить только что включенных в Поморское герцогство славян Западной Померании и укрепить христианскую веру жители Щецина и Волина, которые вернулись к языческим обычаям и идолопоклонству. На этот раз Оттон посетил в основном города Западного Поморья, снес храмы Гюцкова и Вольгаста и возвел на их месте предшественники сегодняшних церквей Св. Николая и Св. Петри, соответственно, прежде чем обратиться к Камень-Поморскому, Волину и Щецину. Знать собралась на конгресс в Узедоме, где приняла христианство 10 июня 1128 года. Затем Оттон был назван apostolus gentis Pomeranorum и был причислен к лику святых папой Климентом III в 1189 году, ему поклонялись в Померании даже после протестантской Реформации.
Император Священной Римской империи Лотарь объявил территории к западу от Одера частью своего государства, и условия второй миссионерской миссии обсуждались с ним и Вартиславом. Однако Лотарь прекратил миссию осенью 1128 года, вероятно, потому, что не доверял контактам Оттона с Болеславом. Оттон посетил Гнезно на обратном пути в Бамберг. Адальберт Поморский, впоследствии поморский епископ, участвовал в миссии Оттона в качестве переводчика и помощника.
Жрецы многочисленных богов, которым поклонялись до обращения, были одним из самых могущественных классов раннесредневекового общества. Их реакция на христианизацию Померании была неоднозначной: в 1122 году они спасли жизнь миссионеру Бернгарду, объявив его сумасшедшим, иначе он был бы убит в Волине. С другой стороны, миссия Оттона Бамбергского представляла гораздо большую угрозу сложившейся языческой традиции и в конечном итоге привела к христианизации региона. Есть сообщения о безуспешных попытках убийства Оттона Бамбергского языческим духовенством. После успеха Оттона некоторые языческие жрецы были распяты, а что случилось с остальными, неизвестно. Было высказано предположение, что они адаптировались к новой реальности.

### Померанский диоцез (1140)
От имени Оттона Бамбергского была основана епархия с кафедрой в крупном городе славян и викингов в устье Одера Волине (Юлин, Юмне, Винета),. 14 октября 1140 г. папа Иннокентий II сделал Адальберта Померанского первым епископом Померании, но Оттон умер за год до этого. Было соперничество между епархиями Бамберга, Магдебурга и Гнезно за присоединение Померании к своей епархии. Папа Иннокентий II передал новую епархию непосредственно под свой Святой Престол. Престолом епархии была церковь Святого Адальберта в Воллине. Вначале епархия не имела четких границ, но примерно простиралась от города Трибзес на западе до реки Леба на востоке. На юге он включал северные части Уккермарка и Ноймарка. Таким образом, он был сформирован по образцу территории, принадлежавшей герцогу Померании Ратибору I.
После непрекращающихся датских набегов Волин был разрушен, а кафедра епархии была перенесена через Дзивну в церковь Святого Иоанна в Камень-Поморске в 1176 году, что было подтверждено папой в 1186 году. В начале XIII в. епархия Каммин вместе с герцогами Померании получили контроль над Циркипанией. Также епископам удалось получить прямой контроль над территорией вокруг Колобжега и Кошалина. Померельские области были включены в состав епархии Влоцлавека в Куявии.
После успешного обращения знати на обширных территориях, предоставленных местными князьями, были основаны монастыри как для дальнейшего воплощения христианской веры, так и для развития земли. Монастыри активно участвовали в Ostsiedlung. Большая часть духовенства происходила из Германии, часть из Польши, а с середины XII века также из Дании.
В 1147 году епископы и дворяне Священной Римской империи и Польши предприняли Вендский крестовый поход, разорив земли вендов и осадили Деммин и Штеттин, несмотря на то, что они уже были христианами. Епископ Воллина Адальберт принял участие в переговорах, которые в конечном итоге привели к снятию осады Штеттина. Ратибор I в следующем году отправился на имперский сейм в Хафельберге, где поклялся быть христианином.
Вартислав I умер между 1134 и 1148 годами. Его брат Ратибор I, герцог земель Шлаве и Штольп, правил вместо сыновей Вартислава Богуслава I и Казимира I вплоть до своей смерти около 1155 года. Затем герцогство было разделено на Померанию-Деммин Казимира (районы Верхнего Пене, Толлензе, Дзивны и Реги) и Померанию-Штеттин Богуслава (районы нижнего Пене, Иккера, Одера и Ины), район Кольберг управлялся совместно.

## Западная экспансия Вартислава I

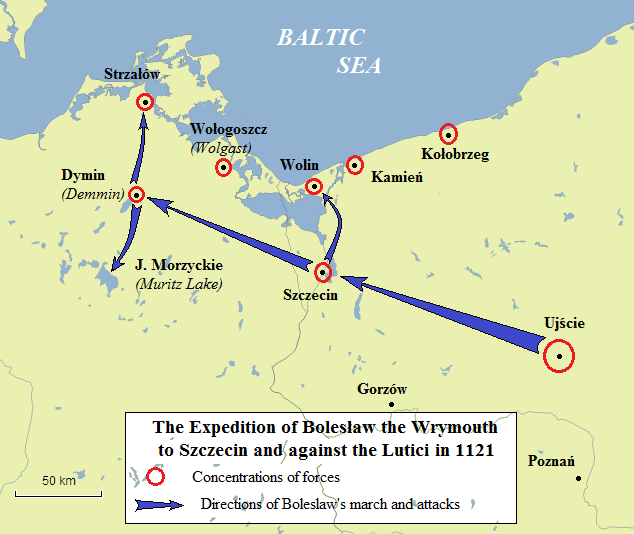
Походы Болеслава III в 1121 году.

Тем временем Вартиславу удалось завоевать территории к западу от реки Одер, территорию, населенную племенами лютичей, ослабленными прошлой войной, и включить эти территории в свое герцогство Померания. Уже в 1120 году он расширился на запад в районы у Щецинского залива и реки Пене. В частности, в последующие годы были завоеваны Деммин, княжества Гюцков и Вольгаст.
Основной этап экспансии на запад на территорию лютичей произошёл между двумя миссиями Оттона Бамбергского в 1124 и 1128 гг. В 1128 г. Деммин, графство Гютцков и Вольгаст уже были включены в состав королевства Вартислава I, но военные действия все ещё продолжались. Захваченные лютичи и другая военная добыча, включая скот, деньги и одежду, были распределены между победителями. После завоеваний Вартислава его герцогство лежало между Грайфсвальдер-Бодденом на севере, черезпенянами, включая Гюстров, на западе, Кольбергом/Колобжегом на востоке и, возможно, до рек Хафель и Шпрее на юге.
Эти завоевания не подчинялись польской власти, но были переданы Лотарем III под власть заклятого врага славян маркграфа Северной марки Альберта Медведя, который был заклятым врагом славян. Таким образом, западные территории способствовали значительной независимости Вартислава от польских князей. Вартислав был не единственным, кто проводил кампании в этих областях. Польский герцог Болеслав III во время своей поморской кампании начал экспедицию в район Мюрица в 1120/21 году, прежде чем он вернулся, чтобы подчинить себе Вартислава. Лотарь III в 1114 году инициировал широкомасштабные кампании против местных племен лютичей, что привело к их окончательному поражению в 1228 году. Кроме того, на территории неоднократно вторгались датские войска, которые, выйдя из Балтийского моря, использовали реки Пене и Иккер для продвижения к линии Деммин-Пазевальк. В разное время померанцы, саксонцы и датчане были союзниками и противниками. Поморские князья укрепили свою власть в течение XII в., но предшествовавшая война полностью опустошила эти территории.
В 1134 г. померанские войска вторглись в Данию и даже разграбили Роскилле, тогда столицу Дании. В 1135 году норвежский Конгхелле подвергся нападению и был разграблен.

## Саксонское завоевание (1164)
Епископы и герцоги Священной Римской империи совершали экспедиции в Померанию. Наиболее примечательными для дальнейшей судьбы Померании являются Вендский крестовый поход 1147 года и битва при Верхене 1164 года, померанские герцоги стали вассалами Генриха Льва из Саксонии. Примерно в это же время Цирципания перешла под контроль поморских герцогов. Несмотря на этот вассалитет, Генрих снова осадил Деммин в 1177 году, когда он вступил в союз с датчанами, но после этого примирился с поморскими герцогами..
После вендского крестового похода 1147 года и битвы при Ферхене в 1164 году герцогство (по крайней мере, западные части) присоединилось к герцогству Саксонии Генриха Льва. После внутренней борьбы Генрих проиграл императору Священной Римской империи Фридриху Барбароссе в 1181 году, и от него Богуслав I получил свои владения в качестве герцогства и феодального владения.
В то время герцогство также называлось Славиния (нем. Slawien) (хотя этот термин применялся к нескольким вендским областям, таким как Мекленбург и княжество Рюген). Герцогство осталось в составе империи, хотя Дании удалось взять под контроль южную часть Балтики, включая герцогство Померания, с 1180-х годов до битвы при Борнхёведе 1227 года.

## Датское завоевание Рюгена и Померании (1168—1185)

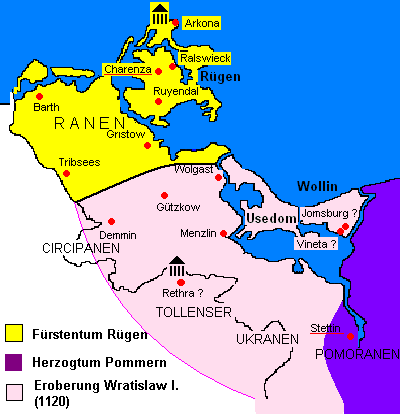
Померания в 1150 году.

Несколько датских кампаний на протяжении XII века (в 1136, 1150, 1159 и на протяжении 1160-х годов) завершились поражением княжества Рюген в 1168 году.
Остров Рюген и его окрестности между реками Рекниц, Пене и Рык были местом поселения западнославянского племени руяне. После миссии Отто фон Бамберга языческим оставалось только руянское княжество Рюген). Это было изменено датской экспедицией 1168 года, начатой Вальдемаром I и архиепископом Роскилле Абсалоном. Успех положил конец серии конфликтов между Данией и Рюгеном, чьи князья начиная с Яромара I, стали её вассалами. Само княжество станет датским плацдармом на южном берегу Балтийского моря на следующие столетия. Решение об экспедиции 1168 года было решено, когда после осады города Аркона датчанами вспыхнул пожар, из-за которого защитники не смогли больше выдерживать осаду. Поскольку в Арконе был главный храм верховного бога Свантвита и имела решающее значение для могущественных жрецовв, руяне сдали другие свои крепости и храмы без дальнейших боев. Абсалон приказал сжечь деревянные статуи их богов и интегрировать Рюгена в епархию Роскилле. Материковая часть княжества Рюген была включена в состав Шверинской епархии.
Когда князья Рюгена стали вассалами Вальдемара I Датского в 1168 году, саксонско-датский союз распался. Осенью 1170 года датчане совершили набег на устье Одера. В 1171 году датчане совершили набег на черезпенян и захватили город Котимара в Берен-Любхине. В 1173 году датчане снова вернулись к Грайфсвальдер-Боддену и захватили город Штеттин, чей кастелян Вартислав II Свантибориз стал вассалом королевства. В 1177 году датчане снова совершили набег на район Одерской лагуны, а также на город Вольгаст в 1178 году..
В 1184 году Богислав I повел поморский флот к Рюгену. По инициативе императора Барбароссы Богуслав должен был отобрать княжество Рюген у датчан, чей король Кнуд VI отказал ему в присяге на верность. Несмотря на численное превосходство, поморский флот потерпел полное поражение от датского флота во главе с Абсалоном у острова Коос в заливе Грайфсвальдер-Бодден..
В 1184 и 1185 годах в результате трех кампаний Кнуда VI датчан Богуслав I стал вассалом Дании. В герцогстве Померания датский период длился до битвы при Бёрнеховеде 22 июля 1227 года. Датское владычество сохранялось в Рюгене до 1325 года. За это время император официально отказался от своих претензий на южную часть Балтийского моря в пользу Дании.

## Расселение немцев
Начиная с XII в. по инициативе монастырей, а также местной знати немецкие поселенцы начали мигрировать в Померанию в процессе, позже названном Ostsiedlung. Местная знать и правители поощряли поселение, чтобы укрепить и закрепить свое положение, развить и интенсифицировать землепользование, а поселенцев привлекали предоставленные им привилегии. В ходе процесса, который длился триста лет, в западной части Померании местное славянское население было в основном ассимилировано, в то время как в восточной части славянские кашубы и словинцы сохранили свою этническую культуру и идентичность.

### Первоначальные поселения
До Ostsiedlung Померания была довольно малонаселенной. Около 1200 г. относительно плотное население проживало на островах Рюген, Узедом и Воллин/Волин, вокруг гардов Штеттин, Кёслин, Пириц и Штаргард, вокруг реки Персанте/Парсента. В значительной степени неспокойными были холмистые районы и леса на юге. Войны XII в., особенно датские набеги, обезлюдели многие районы Померании и вызвали резкое сокращение населения в других (например, Узедом). На рубеже XIII в. существовали лишь изолированные немецкие поселения, то есть Гогенкруг и другие немецкие деревни, а также купеческий поселок у Штеттинского замка. Напротив, монастырями почти исключительно управляли немцы и датчане.
Первые немецкие и датские поселенцы прибыли с 1170-х годов и поселились в районе Пене, Укермарке, Штеттине и южной Померании. Значительное немецкое поселение началось в первой половине XIII в. Ostsiedlung был обычным процессом в то время во всей Центральной Европе, и им в основном занимались дворяне и монастыри для увеличения своих доходов. Кроме того, ожидалось, что поселенцы завершат и обеспечат обращение незнатных в христианство, а уход датчан из большей части Померании в 1227 году оставили герцогство уязвимым для Мекленбурга, Бранденбурга и Генриха I Силезского.
Помимо словинского района, последние записи о славянском языке в герцогстве Померания относятся к XVI в.: в районе Одера зарегистрировано несколько славянских рыбацких деревень, а к востоку от Кольберга и Кёслина — существовало более многочисленное славяноязычное население, ибо в указе 1516 года запрещаолось использование славянского языка на Кёслинском рынке.

### Основание городов
До Ostsiedlung существовали городские поселения типа emporia [прояснить] и горда. Так, город Щецин насчитывал от 5 до 9 тыс. жителей, также известны поселения в Деммине, Вольгасте, Узедоме, Воллине, Кольберге, Пирице и Старгард, хотя многие прибрежные города пришли в упадок во время войны XII в. Предыдущие теории о том, что городское развитие было «полностью» принесено немцами в Померанию, Мекленбург или Польшу, теперь отброшены, и исследования показывают, что в этих областях уже были растущие городские центры в процессе, аналогичном Западной Европе Они обычно были сосредоточены в горде, который представлял собой укрепленный замок, в котором размещался кастелян, а также его штаб и герцогские мастера. Окружающий город состоял из предместий, населенных купцами, духовенством и высшей знатью. По словам Пискорского, в эту часть обычно входили «базары, трактиры, мясные лавки, монетные дворы, которые также обменивали монеты, взимаемые пошлины, аббатства, церкви и дворянские дома».
Ostsiedlung принёс следующие изменения:
- расположение:[67][68] Все города Ostsiedlung в Померании, за исключением Штеттина, Воллина и, вероятно, Каммина, были основаны на пустом месте, даже если они располагались недалеко от славянских поселений.[69] Пикорский говорил, что для городов со славянским предшественником «обычно заселение с запада означало не только предоставление немецкого права и новой администрации, но и смещение старого места поселения, потому что новое немецко-правовое город возник не на месте, а в непосредственной близости от старого центра, причем иногда расстояние между ними составляло несколько километров, как напр. в случае померанского Кольберга». Оставив славянское поселение нетронутым, феодал не только избегал иметь дело со сложными правами собственности внутри, но и сохранил услуги и доходы, получаемые его зависимым населением. Пискорский также говорит, что были отдельные исключения, как в случае со Штеттином и Воллином, когда ранее существовавшие поселения были объединены в новый город: «В таких случаях старые поселения заново исследовались и строились заново».[67] Бенл также говорит, что примеры Воллина и Каммина были исключительными тем, что они были построены на месте пришедших в упадок поселений, и что Штеттин был исключением тем, что два немецких поселения, основанные рядом со славянским замком и поселением, были включены в более поздний город.[70] Точно так же Мангельсдорф (1990) говорит, что города в Мекленбурге-Передней Померании «уходят своими корнями в славянский период и обычно возникали рядом со славянским замком или поселением с коммерческим прошлым». Далее Мангельсдорф говорит, что «новые раскопки в городе иллюстрируют связь между славянскими и немецкими поселениями и влиянием материальной культуры. […] Славянская материальная культура, особенно гончарное дело, умерла […] в Мекленбурге-Передней Померании в конце XIII века».[71]
- население:[68] Немцы с самого начала составляли большинство в городах,[72] они переселялись непосредственно с запада или из окрестностей.[72] Люди славянского происхождения также жили в городах, но в основном в предместьях (Викен) за стенами, которые были либо продолжением ранее существовавших славянских поселений (многие из них вскоре были заброшены), либо новыми основаниями, принадлежавшими феодалу.[72] Примерно с 1300 года эти Викены приобрелись городами.[72] Небольшое количество евреев поселилось также в средневековых поморских городах.[73]
- правовой статус:[67][68] До Ostsiedlung все жители герцогства подчинялись герцогскому праву, что означает, что к отдельным лицам применялись разные своды законов в зависимости от их происхождения, независимо от того, жили ли они в больших или малых поселениях.[67] Напротив, немецкое городское право было предоставлено жителям городов Ostsiedlung, что сделало их жителей лично свободными и подчиненными юрисдикции города.[67] Однако это не относилось к местным священнослужителям и вассалам герцога.[74] Многие города смогли расширить привилегии и свободы, полученные при их основании в последующие годы.[74]
- социальная дифференциация:[67] Верхним классом в городах Ostsiedlung были патриции, которые в основном занимались междугородней торговлей и доминировали в городском совете.[73]
- планировка:[67][75] Города были построены с обычными улицами, напоминающими шахматную доску.[75] Форма города была овальной (например, Бан), прямоугольной с закругленными углами (например, Грайфенхаген) или прямоугольной (например, Трептов); Альтдамм был построен в круглой форме, а Пиритц — в треугольной.[75] В центре находилась рыночная площадь с ратушей.[75]

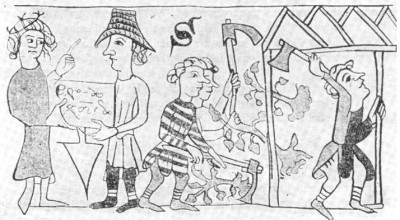
Иллюстрация Ostsiedlung в Саксонском зерцале. Человек в шляпе — это локатор, который набирал поселенцев (справа) для помещика (слева) и наблюдал за строительством города или деревни, в свою очередь, для получения высокой административной должности..

Между 1234 и 1299 годами в Померании было основано 34 города в позднем средневековье их число увеличилось до 58. Города были построены от имени поморских герцогов или церковных органов, таких как монастыри и ордена. Наиболее видным в этом вопросе был Барним I из Померании-Штеттина, которого прозвали «основателем городов». Города, построенные от его имени, получили Магдебургское право и были заселены преимущественно людьми из маркграфства Бранденбург, в то время как города, основанные на севере (большинство от имени князей Рюгена и Вартислава III из Померании-Деммина), получили Любекское право и заселялись преимущественно выходцами из Нижней Саксонии. Первыми городами были Штральзунд (княжество Рюген, 1234 г.), Пренцлау (Укермарк, затем Померания-Штеттин, 1234 г.), Бане (деревня) (тамплиеры, около 1234 г.) и Штеттин (1237/43 г.). Гарц (Померания-Штеттин, 1240 г.) и Лёц (Детлев из Гадебуша, 1242 г.) Другими городами, построенными в 1240-х годах, были Деммин, Грайфсвальд (аббатство Эльдена), Альтентрептов..
Согласно Радвану (2010), «подходящим примером того, как были основаны города (civitas libera), является Пренцлау сегодня в границах Германии, недалеко от Польши. Именно здесь, недалеко от древнего славянского поселения, герцог Померании Барним I в 1234—1235 годах поручил создание нового поселения восьми подрядчикам (называемым фондаторами), происходящим из Штендаля, Саксония. Восьмерым, которые, вероятно, были в какой-то степени родственниками, было предоставлено 300 хуфена (около 4800 га), которые должны были быть розданы поселенцам, при этом каждый из фондаторов имел право на 160 га для себя и право строить мельницы; один из них стал представителем герцога. Земельный дар поселенцев был освобожден от налогов на три года и должен был оставаться в вечном и наследственном владении. Периметр 1,5 км (1 миля) вокруг поселения был предоставлен для неограниченного использования сообществом пастбищ, лесов или рыболовства. Те, кто торговал, были освобождены от уплаты налогов за землю, находящуюся под властью герцога. Старая славянская община, не упомянутая в учредительном акте, осталась не чем иным, как пригородом нового города. Помимо нескольких тематических вариаций, многие поселения в средневековой Польше и других областях следовали аналогичному образцу».
Во многих городах с гардом в непосредственной близости герцог воздвигал замок по мере их роста. Штеттин, где замок находился внутри города, уже в 1249 г. получил новое укрепление за ним должны были последовать и другие города. Укрепленные новые города пришли на смену гардам в качестве оплотов обороны страны. Во многих случаях бывшая славянская слобода становилась пригородом немецкого городка («Wiek», «Wieck»). В Штеттине за стенами заново были устроены два предместья «Вик», в которые было переселено большинство славян из-за стен. Такие поселения изначально принадлежали не городу, а герцогу, хотя они, вероятно, перешли во владение города в течение XIV в, когда они утратили свой славянский характер.
В западной Померании, включая Рюген, Ostsiedlung отличался от своих аналогов тем, что большую часть поселенцев составляли скандинавы, особенно датчане, и мигранты из Скании. Наибольшее датское влияние было княжестве Рюген. Во владениях рюгенского аббатства Эльдена с открывшими таверну поселенцами обращались в соответствии с датским, немецким и вендским законодательством.. Вампен, Ладебоу и другие деревни недалеко от Грайфсвальда имеют датское происхождение. Тем не менее, многие скандинавские поселенцы в померанских городах были немцами по происхождению, переехав из старых поселений немецких купцов в Швеции в недавно основанные города на южном побережье Балтийского моря.

## Территориальные изменения в XIII в

### Противостояние с Брандербургом

Священная Римская империя в XIII в.

Во время правления Оттона I и его сына Альбрехта Медведя (1100—1170), маркграфство Бранденбург претендовало на суверенитет над Померанией. Тем не менее, в 1181 г. император Фридрих I наделил герцога Богуслава I герцогством Славия (Померания). Это не было принято маркграфством и вызвало несколько военных конфликтов.
Между 1185 и 1227 гг. Померания вместе с большей частью южного побережья Балтийского моря оставалась под суверенитетом Дании. Однако Бранденбург снова попытался получить суверенитет над Померанией, а в 1214 г. на короткое время завоевал Штеттин. После того, как Дания проиграла битву при Борнхёведе в 1227 г., она потеряла все свои территории на южном побережье Балтийского моря, включая Померанию.
В это время герцогством Померанским правили герцог Вартислав II Демминский и герцог Барним I Штеттинский. После того, как датчане отступили, Бранденбург воспользовалась своим шансом и вторгся в Померанию-Деммин. В 1231 г. император Фридрих II передал герцогство в качестве феодального владения маркграфам.
Дания также попыталась восстановить свое правление и захватила Вольгаст и Деммин в 1235 году, но была изгнана в том же году. Вартислав должен был принять господство Бранденбурга по Кремменскому договору 1236 года, кроме того, он должен был немедленно передать Бранденбургу большую часть своего герцогства, то есть емлю Бург Старгард и прилегающие территории (все они вскоре стали частью княжества Мекленбург, составив основную часть более позднего государства Мекленбург-Стрелиц). Черезпеняне уже была потеряны Мекленбургом в предыдущие годы.
В Ландинском договоре 1250 года между померанскими герцогами и маркграфами Бранденбурга Барниму I удалось восстановить власть своего дома Грифонов над Померанией, но уступил Укермарк. Бранденбург с 1250 г. начал расширение на восток. В 1250/52 г. маркграфы получили половину Любушской земли, включая Кюстрин между Варте и Митцелем (Мысла) и Чинц к северу от реки Митцель, которые ранее принадлежали Барниму. В течение 1250-х годов маркграфы получили кастелянства Зантох и Дризен, за исключением самих городов, которые фактически принадлежали Великой Польше, а Барним владел северными частями. В 1261 году Барним уступил Брандербургу область Зольдин, а в последующие годы — Цеден.
В 1264 году умер герцог Вартислав II, единоличным правителем герцогства стал его двоюродный брат Барним I, женившийся на дочери Оттона III Брандербургского Матильде. В 1269 году Барним уступил землю Арнсвальде маркграфу, перед смертью он купил её западную часть в 1278 году. Богислав IV потерял территорию Бернштейна и Цинненбург (Арнхаузен и Шифельбайн) в 1280 году. Все бывшие померанские территории к востоку от Одера стали частью бранденбургского Ноймарка.

### Война с Силезией
В 1234 и 1241 годах князья Нижней Силезии Генрих I и Генрих II расширили свои владения на север и даже взяли под свой контроль районы к северу от реки Варте, ранее принадлежавшие герцогам Померании. Померанский дом, силезские Пясты, Великопольское княжество, епископы Лебуса и епископы Каммина боролись за территорию Варте с центром в городе Зантох. До 1250 года Барним I вернул себе большую часть прежних территорий Померании и стремился закрепить их заселением немцев, в то время как город Зантох принадлежал Пшемыслу II из Великой Польши.

### Борьба за Шальве-Столп
Последний член ветви Померанского дома Ратиборидов Ратибор II умер в 1223 году, и его смерть привела к борьбе Померанского дома и померельскими Самборидов за Шлаве-Столп. Его владениями вплоть до 1227 года управляла Дания, после её ухода Барним I взял эти земли под свой контроль, но ему пришлось уступить Святополку II, чьё родство с Ратиборидами были более близким. Святополк захватил Шлаве-Штольп в 1235/36 г., и отбивал походы Померанского дома в 1236/38, 1253, 1259, и 1266 годах. После его смерти в 1266 году Барним I захватил эту территорию и удерживал её до 1269 года, когда к власти пришёл князь Рюгена Вислав II. Он ушёл в 1277 году и оставил территорию Бранденбургу. В 1283 году князь Померелии Мстивой II захватил территорию, борьба за которую возобновилась после его смерти в 1294 году. В 1296 году князь Рюгена Самбор предпринял ещё одну неудачную кампанию. Когда этот район стал частью Померельского герцогства, династия Свенцов начала постепенно укреплять здесь свою власть, в итоге став самым крупным и влиятельным родом Восточного Поморья.

## При Вартиславе I
Во время правления Вартислава I общество состояло из свободных померанских граждан и рабов, которые в основном состояли из вендских, немецких или датских военнопленных. Свободные люди обычно зарабатывали на жизнь сельским хозяйством, рыболовством и земледелием, а также охотой и торговлей. Их социальный статус зависел как от накопленного богатства, так и от дворянского статуса. Доля рабов в общей численности населения области была относительно небольшой, и фактически померанцы экспортировали рабов в Польшу.
Крупнейшими поселениями были Воллин и Штеттин, в каждом из которых проживало несколько тысяч жителей, а раз в две недели проводился базарный день. В то время как некоторые историки называют эти поселения городами, другие отвергают это из-за различий с более поздними городами. Их обычно называют ранними городами, протогородами, городами-замками или торговыми центрами; их славянское обозначение было грод (гард на поморском и полабском языках). Население Померании было относительно богатым по сравнению с её соседями из-за обильных земель, межрегиональной торговли и пиратства.
Сила и положение Вартислава различались в зависимости от области. На востоке его княжества (область Каммин, Белгард и Кольберг) его власть была наиболее сильной, племенные собрания не зарегистрированы. В центре (район Волин, Щецин и Пыжице) Вартиславу приходилось уступать решениям местного населения и знати. В городах Вартислав содержал небольшие дворы. Каждое решение Вартислава должно было пройти собрание старейшин и собрание свободных. На недавно завоеванных территориях лютичей на западе Вартиславу удалось установить аналогичный восточной части его владений режим, но также вело переговоры со знатью.

## В конце XII — начале XIII века
В то время как в начале 12 века большинство поморцев были свободны, к концу 12 века свободными были лишь дворяне и рыцари, которые могли вольно пользоваться имуществом и действиями, хотя формально должны были обращаться за поддержкой к герцогу.
Класс несвободных по-прежнему состоял из военнопленных, но, кроме того, к ним добавлялись осуждённые за серьёзное уголовное преступление или в случае неспособности выплатить свои долги. Несвободные составляли примерно 15 % населения и в основном должны были работать на землях свободных.
Большая часть населения этого времени во многом зависела от герцога. Эта зависимость также могла привести к зависимости от другого лица, если правитель передавал часть своих земель, включая население, дворянину, церкви или монастырю. Этот класс разделял определённые обязанности и ограничения с несвободными, например подушный налог и ограниченное право на брак. Их основными обязанностями были участие в военных походах герцога, оборона герцогства, возведение и содержание герцогских построек (бургов, дворов, мостов), передача лошадей, волов и экипажей герцогу или его чиновникам по требованию, хозяина и обслуживать герцога или его чиновников по требованию, снабжать пайками герцога в поездках, периодической данью в виде фиксированного количества мяса и пшеницы, а также церковным налогом («бископовница», с 1170 г. «Гарбензент»).

## Комментарии
1. 1 2  In German historiography, larger pre-Ostsiedlung settlements comprising castles and suburbia are usually termed Burgstadt (lit. «castle town»), in contrast to the earlier emporia (Seehandelsplätze) at the Baltic coast and the later Rechtsstadt (lit. «law town») or communal town; both Burgstadt and emporia are also described as Frühstadt (lit. «early town»). The contemporary Slavic cognate of Burgstadt was *grod Pomeranian and Polabian: gard, it resembled the contemporary West European vicus and villa in structure and layout, but not the West European civitas markets. In Slavic-speaking regions, Ostsiedlung narrowed the meaning of *grod to denote the castles only, while towns were termed *město (orig. «site», [cf. Polish miast]; in areas not affected by Ostsiedlung, towns were termed *grod, cf. Russian город). Brather, Sebastian. Archäologie der westlichen Slawen. Siedlung, Wirtschaft und Gesellschaft im früh- und hochmittelalterlichen Ostmitteleuropa. — de Gruyter, 2001. — P. 141f., 148, 154–155. — ISBN 3-11-017061-2. Medieval Latin lacked a dedicated term for the Burgstadt settlements, contemporary documents refer to them as civitates, oppida or urbes Brachmann, Hansjürgen (1995). Von der Burg zur Stadt. Die Frühstadt in Ostmitteleuropa. Archaeologia Historica. 20: 315–321, 315. Schich (2007) rejected a proposal of Stoob (1986) to discontinue the use of compound words including «town» for these places, such as Protostadt (lit. «proto town»), Burgstadt, Frühstadt and Stoob’s own, earlier proposal Grodstadt (lit. «grod town»). Stoob says that this would unjustifiably suggest a relation to the high medieval towns. Schich says that «if — despite the undisputable break in the 'urban' development in this area — terms like Burgstadt and Frühstadt are used here, then this is based on a broader […] understanding of the term 'town.' Frühstadt then denotes an early form of town-like settlements preceding the high medieval towns, without insinuating an evolution from Burgstadt or Frühstadt to the communal town.» Schich, Winfried. Wirtschaft und Kulturlandschaft. — BWV Verlag, 2007. — P. 266. — ISBN 978-3-8305-0378-1. Cf. also Benl, R, in Buchholz (1999), p. 75.